# Хронологија Народноослободилачке борбе мај 1945.
Хронолошки преглед важнијих догађаја везаних за Народноослободилачку борбу народа Југославије, који су се десили током маја месеца 1945. године:
| ← април · Хронологија Народноослободилачке борбе у 1945. години · јун → 1 · 2 · 3 · 5 · 6 · 7 · 8 · 9 · 10 · 11 · 12 · 14 · 15 |

### 1. мај
- После четвородневне оштре борбе против делова немачке 373. легионарске дивизије и усташко-домобранских јединице 39. крајишка дивизија ослободила Босански Нови и Двор на Уни и наставила гоњење непријатеља према Костајници.
- Две бригаде 29. херцеговачке дивизије, уз подршку тенкова и артиљерије, после дводневних борби ослободиле су Постојну. Погинуло је око 300, а заробљено око 400 непријатељских војника и официра. Јединице 29. дивизије су имале 26 мртвих и 55 рањених.
- Главни штаб ЈА за Словенију издао наредбу о подели територије Словеније и формирању четири војна подручја. Потом су формирана: Љубљанско, Тршћанско, Целовшко и Мариборску војно подручје, с командама места у већим местима.
- У Београду на Теразијама, поводом прославе Празника рада одржана прва војна парада припадника Југословенске армије (ЈА), на којој је учествовало око 1.500 војника из свих родова Копнене војске, морнарице и питомци Војне академије. Командант параде био је генерал-мајор Бранко Обрадовић. Истог дана одржане су и војне параде у Крагујевцу, Новом Саду, Нишу, Сплиту, Скопљу и Сарајеву.

### 2. мај
- Јединице Четврте армије ЈА после тешких уличних борби, уз учешће наоружаног грађанства из састава партизанске команде места, ослободиле Трст.
- По налогу владе Уједињеног Краљевства, фелдмаршал Харолд Александор упутио телеграм Врховном команданту ЈА Јосипу Брозу Титу захтевајући да јединице Југословенске армије напусте Трст и повуку се западно од планине Ћићарије.
- Јединице 28. славонске дивизије, после петодневне борбе, одбациле према Петрињи делове усташке Осме и Седме бригаде и ослободиле Босанску Костајницу.
- Штаб Четврте оперативне зоне Словеније наредио јединицама 14. словеначке дивизије да усиљеним маршем избију на југословенско-аустријску границу и запоседну мостове на реци Драви и све прелазе преко границе, и тиме онемогуће несметан пролаз, приступе разоружавању и заробљавању немачко-усташких снага које се пред јединицама ЈА повлаче долином реке Савиње у правцу Аустрије. Дивизији је такође наређено да делом снага запоседне Бељак, Целовец и Великовец, у Аустрији.

### 3. мај
- Јединице Четврте армије ЈА, после вишедневних тешких борби, ослободиле Ријеку. Снаге немачког 97. армијског корпуса пробиле су се ка Илирској Бистрици уз велике губитке.
- Двадесета српска бригада прешла реку Уну и ослободила Дубицу, одбацивши немачке и усташко-домобранске снаге у правцу Суње.
- У Дравограду Друга словеначка ударна бригада „Љубо Шерцер“ напала немачку посаду, савладала неколико отпорних тачака на десној обали и протерала немачке снаге преко реке Драве. Из заробљеничког логора тада је ослобођено 120 Руса и 43 Енглеза.

### 5. мај
- У Београду отпочели тродневни преговори између Повереништва народне одбране ДФЈ и начелника Штаба Савезничке врховне команде у Италији генерала Фредерика Моргана. Савезничка команда је захтевала да снаге Југословенске армије напусте Јулијску крајину и да се повуку иза линије: десна обала реке Мирне - Прошек - Горица (тзв „Морганова линија“).
- Јединице Шесте личке пролетерске дивизије „Никола Тесла“ и Прве пролетерске дивизије, после дводневних жестоких борби, ослободиле Чазму и продужиле гоњење немачких и усташко-домобранских снага према Загребу.
- У Ајдовшчини одржана седница Председништва Словеначког народноослободилачког већа (словен. Slovenski narodnoosvobodilni svet - SNOS) на коме је именована Народна влада Федералне Дражаве Словеније, за чијег предсеника је именован Борис Кидрич. Поред припадника КП Словеније у ову владу су ушли и предстваници Словенске људске странке (СЛС) и Хришћанских социјалиста Словеније (КСС).[1]
- У току ноћи 5/6. маја јединице 45. српске дивизије после дванаесточасовне борбе ослободиле Сисак и наставиле гоњење усташко-домобранских и немачких јединица у правцу Загреба.

### 6. мај
- Кварнерски партизански одред морнаричке пешадије Југословенске морнарице напао немачку посаду блокирану у делу Пуле и на полуострву Музилу. У једнодневној борби непријатељ је претрпео губитке од око 70 мртвих, а Кварнерски одред је имао 9 мртвих и 50 рањених. Сутрадан је немачки адмирал прихватио услове капитулације, па је разоружано 2.200 немачких војника и официра.
- У селу Крањској Гори, код Радовљице, Једанаеста далматинска ударна бригада после двочасовне борбе принудила на предају око 550 немачких и домобранских војника и официра.

### 7. мај
- По наређењу Генералштаба ЈА, Десети загребачки корпус стављен је под команду Прве армије ЈА и упућен ка Загребу.
- Генералштаб ЈА наредио Другој армији ЈА да јачим снагама продре десном обалом реке Саве, заузме Брежице и Кршко и пресече одступницу немачких, усташких и четничких снага ка Аустрији.
- Генералштаб ЈА наредио Штабу Треће армије ЈА да његове јединице што брже надиру општим правцем Марибор - Дравоград - Целовец, затворе југословенско-аустријску границу и непријатељу пресеку одступне правце ка Аустрији.
- Карловачка оперативна група дивизија после седмодневних борби одбацила немачке и усташко-домобранске снаге у правцу Јастребарског, Самобора и Костањевице и ослободила Карловац.
- Штаб Друге армије ЈА одредио правце наступања потчињених јединица - Четврта крајишка дивизија наступа ка Брежицама, Десета крајишка дивизија ка Кршком, 23. српска дивизија ка Самобору и Трећа ударна дивизија ка Метлици и Новом Месту. С тим да та места заузму и да немачко-усташким јединицама пресеку одступницу према Аустрији.

| 1 2 3 5 6 7 8 9 10 11 12 14 15 |

### 8. мај
- У Берлину немачки фелдмаршал Вилхелм Кајтел потписао акт о безусловној и коначној капитулацији немачких оружаних снага. У име Савезника документ су потписали совјетски маршал Георгиј Жуков и британски генерал Артур Тедер. Тиме је завршен рат у Европи, мада су немачке снаге на територији Југославије, потпомогнуте квислиншким формацијама, наставиле да пружају отпор све до 15. маја.
- Јединице Унске оперативне групе дивизија ЈА после тродневних борби против немачких и усташко-домобранских снага ослободиле Загреб. У Загребу су истог дана ушле и друге јединице ЈА, настављајући гоњење разбијеног непријатеља према Кршком и Клањецу.
- У Београду, од 8. до 12. маја, одржана Шеста покрајинска конференција КПЈ за Србију, која је одлуком ЦК КП Југославије претворена у Први оснивачки конгрес Комунистичке партије Србије (КПС). На крају Конгреса изабран је Централни комитет од 43 члана, а на његовој првој седници одржаној 12. маја, изабран је Политбиро на чијем чеслу су се налазили — Благоје Нешковић, политички и Јован Веселинов, организациони секретар.[2]
- Код села Брадине, при повратку из средње Босне, јаке четничке снаге завршиле дводневно пребацивање преко комуникације Сарајево-Коњиц на простор планина Бјелашница - село Ракитница - село Умољани.

### 9. мај
- Привремена влада ДФЈ донела „Указ о проглашењу 9. маја за Дан победе“ (Законом о државним празницима из 1952. за Дан победе је проглашен 15. мај, а Законом из 1965. је поново враћен 9. мај).
- Гонећи непријатељске снаге разбијене код Карловца и Загреба, јединице Друге армије ЈА избиле на линију Загреб—Самобор—Ново Место.
- Избивши у Птујско поље, 51. војвођанска дивизија сломила слабији отпор немачких и усташких снага, наставила наступање и, у садејству са деловима бугарске Дванаесте пешадијске дивизије, ослободила Птуј.
- Јединице Петнаесте и Осамнаеста словеначка и 29. херцеговачке дивизије у јутарњим часовима ушле у Љубљану, свечано дочекане од целокупног становништва.[3]
- У Сарајеву одржан Први конгрес Уједињеног савеза антифашистичке омладине Босне и Херцеговине (УСАОБиХ-а).
- У кањону реке Љуте и реке Неретве јединице Трећег босанског корпуса и једна бригада КНОЈ-а, уз садејство авијације, напале јаку четничку групацију. После једнодневне борбе погинуло је преко 3.000 четника, док се из обруча код засеока Обрња око 3.000 четника пробило на планину Зеленгору.

### 10. мај
- У Београду отпочели поновни дводневни разговори између Повереништва народне одбране ДФЈ и Врховног команданта савезничких снага у Италији фелдмаршала Харолда Александера. Фелдмаршал Александер је захтевао безусловно повлачење снага Југословенске армије из Јулијске крајине на линију коју је означио генерал Морган. Једнострани захтеви Савезничке врховне команде у Италији нису прихваћени.
- Врховни командант ЈА маршал Јосип Броз Тито похвалио јединице Треће армије ЈА које су после вишедневних упорних борби сломиле отпор немачких снага и ослободиле Бјеловар, Копривницу, Крижевце, Вараждин, Птуј, Крапину и друга места.
- Врховни командант ЈА маршал Јосип Броз Тито похвалио јединице Прве и Друге армије ЈА које су у налету с југа и истока сломиле непријатељску одбрану и ослободиле Загреб, главни град Федералне Хрватске.
- Врховни командант ЈА маршал Јосип Броз Тито похвалио јединице Друге армије ЈА које су у тешким борбама од 28. априла до 8. маја сломиле отпор јаких немачких снага и ослободиле Босански Нови, Костајницу, Дубицу, Сисак, Петрињу, Карловац и низ других места.
- У рејону Сљемена и у селу Микулићу, код Загреба, јединице Прве пролетерске дивизије разбиле и приморале на предају две јаке немачко-усташко-домобранске групе.
- У рејону села Доњег Буковца, код Загреба, јединице Шесте личке пролетерске дивизије после једнодневне жестоке борбе разбиле јачу немачко-усташко-домобранску групу.
- Јединице 51. војвођанске дивизије и Команде места Марибор, у садејству са деловима бугарске Треће и Дванаесте пешадијске дивизије, после једнодневне борбе против немачких и усташких снага, ослободиле Марибор, принудивши непријатеља на повлачење према Дравограду и југословенско-аустријској граници.

### 11. мај
- У Загребу, на иницијативу Акционог одбора Народноослободилачког фронта Загреба, одржан величанствен митинг поводом ослобођења земље и завршетка рата у Европи. Митингу је присуствовало више десетина хиљада грађана Загреба и околине.

### 12. мај
- На путу Загреб-Кршко-Зидани Мост јединице Друге армије ЈА завршиле заробљавање и разоружавање немачке 373. легионарске и 7. СС дивизије Принц Еуген. Између Загреба и Зиданог Моста јединице Друге армије ЈА, после дводневних борби, завршиле заробљавање и разоружавање остатака немачке 7 СС дивизије Принц Еуген и немачке 373. легионарске дивизије.
- Да би се спречавао прелаз главнине усташких снага преко југословенско-аустријске границе, Штаб Треће армије ЈА наредио: 17. источнобосанској дивизији - да из рејона Словенске Бистрице крене према Дравограду и затвори одступни правац Цеље-Дравоград; 51. војвођанској дивизији - да се из Марибора железницом пребаци у Дравоград и на граници појача Шесту бригаду 36. војвођанске дивизије; 40. славонској дивизији - да се из рејона Словенске Бистрице пребаци у Марибор; Дванаестој славонској дивизији - да продужи покрет преко југословенско-аустријске границе и размести се у рејону Глајхштетена, у Аустрији; 30. словеначкој дивизији - да се две њене бригаде разместе у рејону Липнице, у Аустрији.
- У рејону реке Сутјеске и села Закмура јединице Трећег босанског корпуса и Треће босанско-херцеговачке дивизије КНОЈ-а приступиле уништењу јаке четничке групе. Четници су углавном били заробљени и уништени, изузев 300-400 четника растурених на простору од Зеленгоре до реке Праче, међу којима су се налазили Дража Михаиловић и чланови четничке Врховне команде.

### 14. мај
- Делови Треће армије ЈА, 14. словеначке дивизије и Четврте оперативне зоне Словеније после дводневних борби ослободили Словењ Градец и Гуштањ и у рејону Цеља, Шоштања, Словењ Градеца и Дравограда приморали немачку и усташко-четничку групацију (око 30.000 војника, подофицира и официра) да положи оружје.

### 15. мај
- Врховни командант ЈА маршал Јосип Броз Тито похвалио јединице Треће армије ЈА за изведену операцију у рејону Словењ Градец - Плиберк - Дравоград, када је заробљен велик број немачких војника, усташа и четника с целокупним наоружањем. Капитулацијом ове окупаторско-квислиншке групе јачине око 30.000 војника у рејону Црна - Межица, победоносно је завршена четворогодишња Народноослободилачка борба народа Југославије.

#### 24. мај
- У вези регулисања имовинских питања у Југославији, Председништво АВНОЈ-а донело неколико закона — Закон о одузимању ратне добити стечене за време окупације, Закон о поступку с имовином коју су сопственици морали напустити у току окупације и имовином која им је одузета од стране окупатора и његових помагача и Закон о заштити народних добара и њиховом управљању.[4]

#### 25. мај
- Јединице 27. источнобосанске дивизије ЈА - 20. романијска и 19. бирчанска бригада, после вишедневних упорних борби и фанатичног отпора усташа, успеле да ослободе место Оџак. Битку за Оџак, отпочела је 16. априла 25. српска дивизија, а 28. априла ју је заменила 27. источнобосанска дивизија под командом Милоша Зекића. Усташе, под командом логорника Петра Рајковачића, пружале су фанатичан отпор због чега се ова битка одужила све до 25. маја, када је ослобођен Оџак, а до 28. маја читав крај очишћен од усташа. Обе стране имале су знатне губитке, а током борби погинули су — Спасоје Спасо Мичић, командант 16. муслиманске бригаде и Милош Тришић, командант 19. бирчанске бригаде (ослобођењем Оџака ослобођено је последње непријатељско упориште у Југославији).

#### 27. мај
- У Крагујевцу одржана седница Главног одбора Антифашистичког фронта жена Србије, на којој су поред делегата свих округа уже Србије, учествовале и представнице АФЖ Војводине, АФЖ Косова и Метохије и АФЖ Новопазарског округа. На седници је расправљано о дотадашњој активности организације, будућем раду, као и припремама за Први конгрес АФЖ Југославије.[4]

### у току маја
- На иницијативу омладине Крагујевца, Централни одбор Уједињеног савеза антифашистичке омладине (УСАОЈ) донео одлуку о организовању „Титове штафете“ у част 53. рођендана Јосипа Броза Тита. У првој години ове манифестације учествовало је преко 12.500 омладинаца, који су носили шест републичких штафета, штафету Југословенске армије, штафету Трста и Јулијске крајине, као и штафету Шумадије из Крагујевца. Омладинци Крагујевца, као иницијатори ове манифестације добили су част да понесу сопствену штафету - „штафету Шумадије“, као и „плаву књигу“ с поздравима другу Титу. Штафете су 25. маја у Београду предате Митру Бакићу, шефу кабинета маршала Југославије, који их је истог дана предао Титу у Загребу (Ова манифестација од 1957. године прерасла је у омладински празник Дан младости).

| 1 2 3 5 6 7 8 9 10 11 12 14 15 |